# Antoon Verdijk
Antoon Verdijk, ook wel Anton Verdijk, (Beugen en Rijkevoort, 9 januari 1877 – Eindhoven, 15 juni 1951) was de eerste burgemeester van Eindhoven na de annexatie van Tongelre, Woensel, Strijp, Gestel en Stratum op 1 januari 1920. Hij bleef burgemeester tot en met 31 januari 1942. Onder zijn burgemeesterschap groeide het aantal inwoners van Eindhoven van 46.000 naar 130.000. 
Hij was een zoon van Jan Verdijk en Maria Brienen en op 18 september 1905 te Goirle getrouwd met Johanna Maria Peijnenburg (1880-1953). Verdijk wordt op 15 oktober 1941 in Den Haag door de Duitsers gearresteerd. Hij zit 28 dagen opgesloten in de gevangenis van Scheveningen (Oranjehotel). Half november 1941 keert hij nog even terug naar Eindhoven, waar hij met verlof wordt gestuurd, om per 12 februari 1942 officieel zijn ontslag te krijgen. Hij was echter al op 1 februari dat jaar als burgemeester opgevolgd door de NSB'er Hub Pulles. In 1944, na de bevrijding van Eindhoven op 18 september, keert hij weer terug als burgemeester en leidt de noodraad (tijdelijke gemeenteraad) tot 31 december 1945, de dag waarop hij ook formeel afscheid neemt. Verdijk wordt dan benoemd tot ereburger van Eindhoven, maar de bijbehorende gouden eremedaille moet hij dan nog tegoed houden, want door de naoorlogse schaarste is het niet mogelijk deze medaille uit te reiken.
Verdijk was lid van de RKSP.

## Privé
Verdijk huwde en kreeg vier zonen en drie dochters. Zijn zoon Tom was in de jaren zestig en zeventig van de twintigste eeuw lid van de Tweede Kamer.